# Madar (album)
Madar è un album del sassofonista Jan Garbarek, pubblicato nel 1992.

## Tracce
1. Sull lull
2. Madar
3. Sebika
4. Bahia
5. Ramy
6. Jaw
7. Joron
8. Qaws
9. Epilogue

## Musicisti
- Jan Garbarek (sassofono soprano e tenore)
- Anouar Brahem (oud)
- Ustad Shaukat Hussain (tabla)